# Wiktor Antonowitsch Sadownitschi

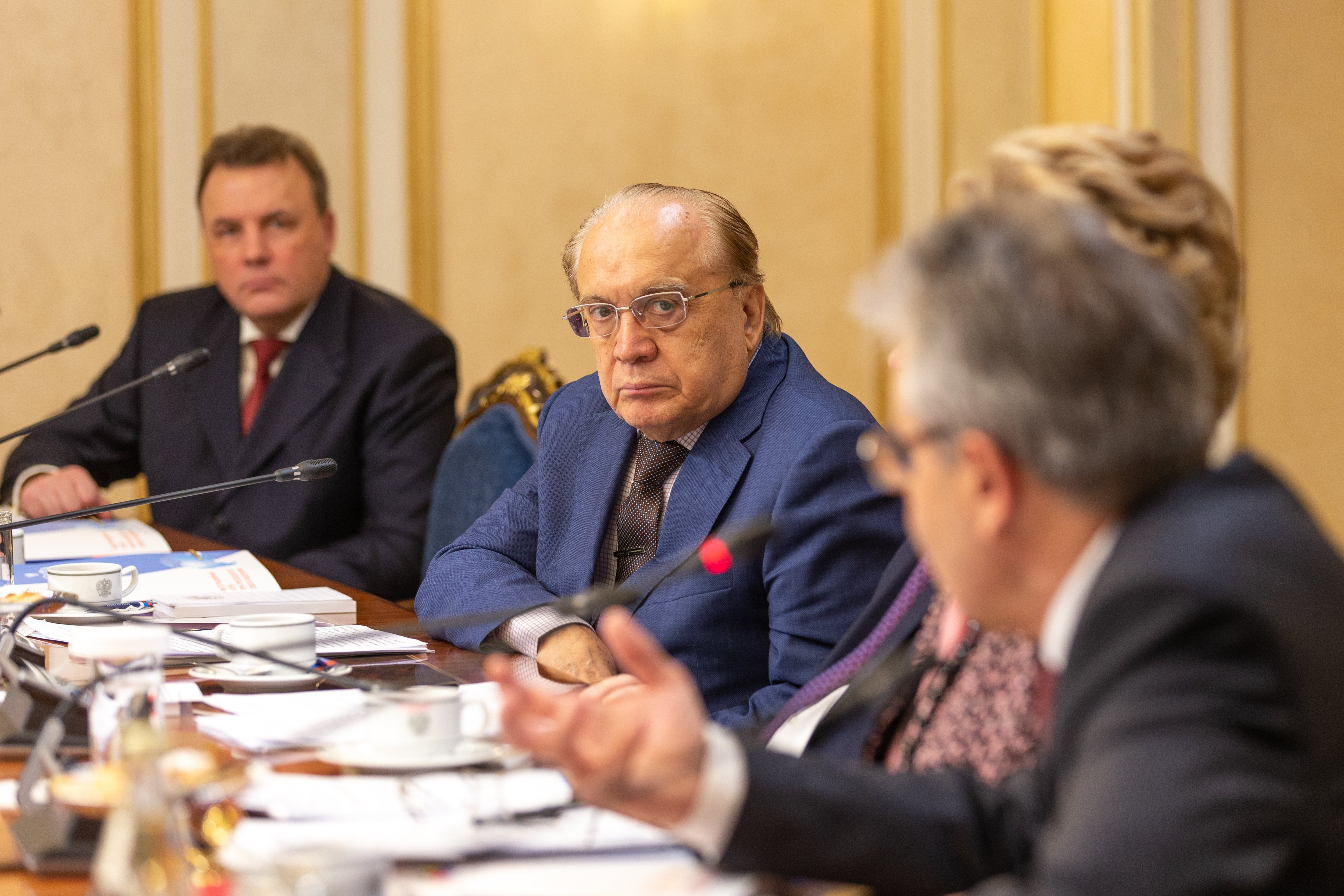
Wiktor Sadownitschi (2019)

Wiktor Antonowitsch Sadownitschi (russisch Виктор Антонович Садовничий, englische Transkription Viktor Antonovich Sadovnichiy; * 3. April 1939 in Krasnopawlowka, Oblast Charkow) ist ein russischer Mathematiker und seit 1992 Rektor der Moskauer Lomonossow-Universität. Seit 1994 war er korrespondierendes Mitglied, seit 1997 ist er Vollmitglied der Russischen Akademie der Wissenschaften, von 2008 bis 2013 war er deren Vizepräsident. 1998 wurde er zum Mitglied der Academia Europaea gewählt. Er ist auswärtiges Mitglied der Ukrainischen Akademie der Wissenschaften.
Sadownitschi studierte an der Lomonossow-Universität und wurde dort 1967 promoviert und 1974 habilitiert (russischer Doktortitel), wurde 1975 Professor und hatte seit 1982 den Lehrstuhl für mathematische Analysis. Er befasste sich insbesondere mit Spektraltheorie von Differentialoperatoren (auf dem Gebiet gründete er 1967 ein Seminar in Moskau) und mathematischer Modellierung, besonders für die Weltraumfahrt (u. a. Simulatoren für Astronautentraining). Ab 1995 war er Direktor des Instituts für Mathematische Untersuchung komplexer Systeme an der Lomonossow-Universität.
Bis 2019 hatte der russische Präsident nur das Recht, die Amtszeit des Rektors der Universität zwei Mal über das Pensionierungalter hinaus zu verlängern; damit der mittlerweile 80-jährige Sadownitschi nach 27 Jahren weiterhin im Amt verbleiben konnte, änderte die Duma den Wortlaut des betreffenden Gesetzes und strich die Einschränkung „zwei Mal“.
Sadownitischi ist unter anderem mit dem Verdienstorden für das Vaterland aller vier Klassen, dem Alexander-Newski-Orden sowie zweimal mit dem Orden des Roten Banners der Arbeit ausgezeichnet worden. 1989 erhielt er den Staatspreis der UdSSR und 2006 die Keldysch-Goldmedaille, 2020 den Demidow-Preis, beide von der Russischen Akademie der Wissenschaften. 2008 wurde er Ehrendoktor in Belgrad. Ebenfalls 2008 wurde ihm der japanische mehrfarbige Orden der Aufgehenden Sonne am Band verliehen. 2024 wurde er als Held der Arbeit der Russischen Föderation ausgezeichnet. 
Er ist Präsident der Moskauer Gesellschaft der Naturforscher.